# Каскаския
Каскаския (на английски: Kaskaskia) е северноамериканско индианско племе, част от Конфедерацията илиной, което първоначално живее в горната част на река Илинойс в южен Уисконсин. Основното им село, наречено Голяма Каскаския, е разположено на Старвъд Рок на Илинойс, близо до днешния Норт Утика в окръг Ла Сал. През 1673 г. отец Жак Марке посещава селото и две години по–късно основава мисия, която привлича и други племена в района. Голяма Каскаския е изоставена през 1680 г. и племето се премества близо до днешния Пеория. През 1701 г. се преместват при мичигамеа на устието на река Каскаския, където се сливат с остатъци от няколко други сродни племена. През 1803 г. Съединените щати признават каскаския като представител на племената мичигамея, кахокия и тамароа. Между 1795 г. и 1832 г., последователно с 15 договора продават всичката си земя на Съединените щати и се преместват при пеория в Мисури, а по-късно в Канзас. В Канзас се обединяват с пианкашо и уеа и формират едно племе с името пеория. През 1867 г. пеория се премества в Оклахома. Днес, в началото на 21 век потомци на каскаския са част от това племе.